# 珍娜維弗·貝倫德
珍娜維弗·貝倫德（法語：Geneviève Behrend，1881年—1960年）是一位出生於法國的女作家，心靈科學和新思維的倡導者，為湯瑪斯·托沃（新思維運動代表人物之一）唯一已知的入門學生。著有《你的無形力量》、《願望煉金術》。
朗達·拜恩在《秘密》一書中引用了貝倫德的理論。

## 生平
出生於巴黎。早期一度學習過基督教科學。
1912年至1914年間，隨湯瑪斯·托沃學習。1915年，在美國紐約市創設一間名為「建立者學院」（The School of the Builders）的新思維學校。其後又在加州洛杉磯創設另一家新思維學校。透過講學方式推廣心靈科學和新思維長達三十多年。1960年在美國去世。